# Hiroshima, mon amour
Hiroshima, mon amour („Hiroshima, meine Liebe“ auf Franz., jap. 二十四時間の情事 nijūyo jikan no jōji: „Eine eintägige Liebe“) ist ein Filmdrama von Alain Resnais aus dem Jahr 1959.

## Handlung
Eine verheiratete, namenlose französische Schauspielerin hält sich vierzehn Jahre nach Ende des Zweiten Weltkrieges für Filmaufnahmen in Hiroshima auf. Sie hat dort einen japanischen Architekten kennengelernt, der ebenfalls verheiratet ist. Die Handlung setzt ein, als die beiden im Hotelzimmer der Französin eine Liebesnacht miteinander verbringen. Während das Paar noch im Bett liegt, erzählt ihre Stimme als Voice-over von den Dokumentarfilmen und den Museen über den Atombombenabwurf, die sie gesehen hat, und von ihrem Besuch in einem Krankenhaus. Seine Stimme antwortet immer wieder: Du hast nichts gesehen in Hiroshima.
Am nächsten Tag teilt die Schauspielerin ihrem Liebhaber mit, dass sie schon bald nach Paris zurückfliegen werde. Er will dies verhindern und besucht sie am Filmset. Gemeinsam fahren sie in seine Wohnung und schlafen miteinander. Anschließend berichtet sie von ihrer Jugendzeit in Nevers und ihrer ersten großen Liebe zu einem deutschen Besatzungssoldaten während des Zweiten Weltkriegs, der sie an ihren japanischen Liebhaber erinnert. Die beiden Verliebten planten damals, Frankreich zu verlassen und in Deutschland zu heiraten. Doch bevor es dazu kommen konnte, wurde der Soldat von einem Résistance-Mitglied erschossen. Die Schauspielerin wurde als Kollaborateurin beschimpft, kahlgeschoren in einen Keller gesperrt und schließlich mit dem Fahrrad nach Paris geschickt. Dort angekommen, erfuhr sie aus einer Zeitung von der Zerstörung Hiroshimas durch die Atombombe.
Bisher hatte die Schauspielerin diese Geschichte, die sie immer noch beschäftigt, niemandem erzählt. Der Japaner fordert sie auf, bei ihm zu bleiben. Sie sieht jedoch ein, dass ihre Liebe keine Zukunft hat, und beschließt nach langem Überlegen, zu ihrer Familie zurückzukehren. Er ist verärgert und meint: Es wäre mir lieber, du wärst in Nevers gestorben. Die Schauspielerin erwidert: Es wäre mir auch lieber. Sie geht zurück in ihr Hotelzimmer; kurze Zeit später steht der Japaner vor ihrer Tür. Die Schauspielerin schaut ihm in die Augen und sagt: Hiroshima, das bist du. Er antwortet: Und du bist Nevers. Nevers in Frankreich.

## Hintergrund

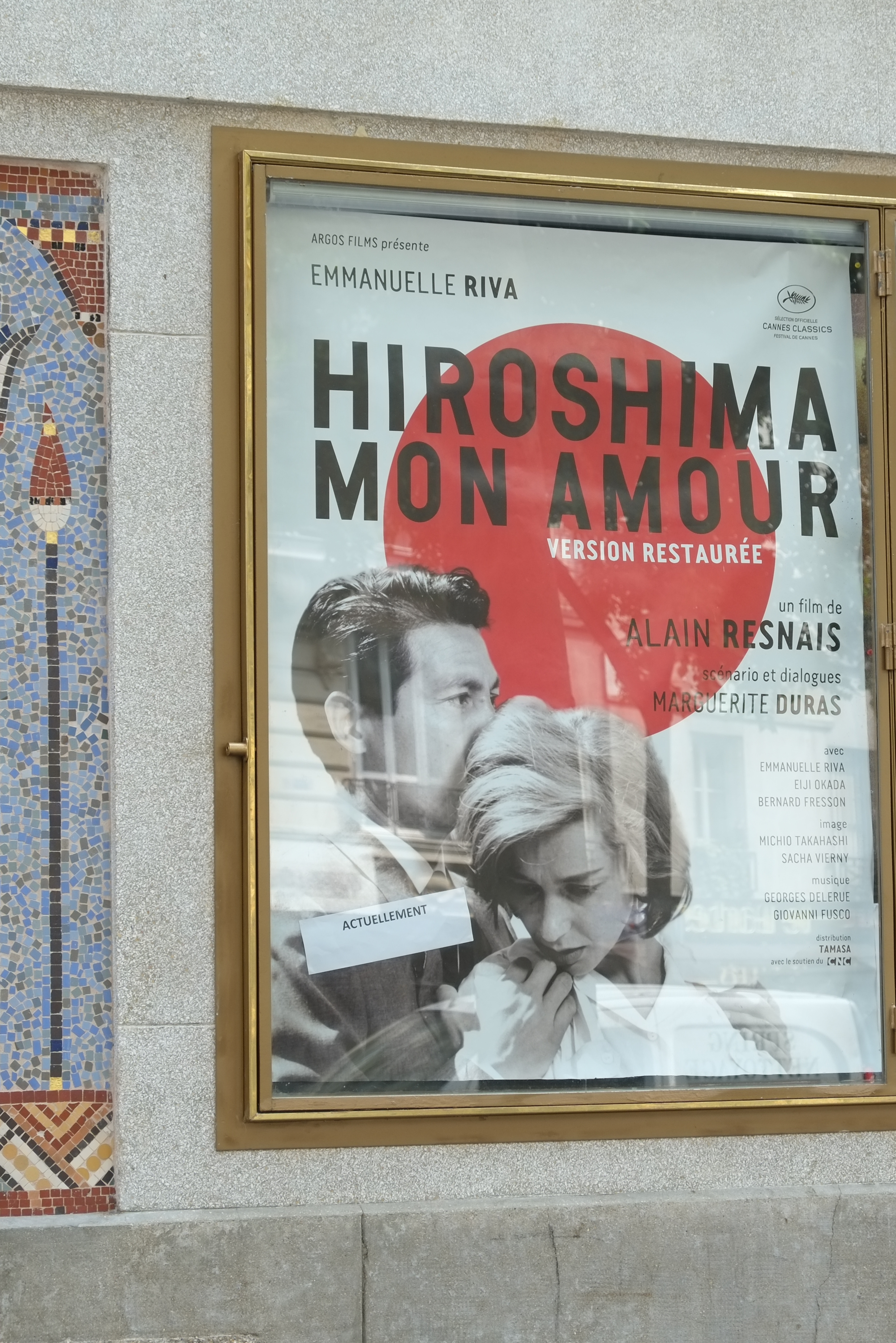
Filmplakat

Hiroshima, mon amour wurde als Schwarzweißfilm gedreht und war der erste Spielfilm des Dokumentarfilmers Alain Resnais. Ursprünglich wollte Resnais eine Dokumentation über Hiroshima und die Atombombe erstellen – dann beschloss er jedoch, daraus einen Spielfilm zu machen. Hierfür verfasste die Schriftstellerin Marguerite Duras das Drehbuch. Der Regisseur sagte zur Autorin: Schreibe Literatur, schreibe, als ob du einen Roman schriebst ... Vergiß die Kamera.
Der Film war eine französisch-japanische Koproduktion mit Darstellern und Crew-Mitgliedern aus beiden Ländern. Gedreht wurde an den Originalschauplätzen Hiroshima und Nevers. Der Film feierte am 10. Juni 1959 in Frankreich Premiere.
Hiroshima, mon amour gilt wegen seines innovativen Einsatzes von Jump Cuts und Rückblenden als einer der ersten Vertreter der französischen Nouvelle Vague. Der amerikanische Filmkritiker Leonard Maltin verglich den Film bezüglich seiner Vorreiterrolle mit David Wark Griffiths Die Geburt einer Nation.

## Kritik
- Lexikon des internationalen Films: „Ein Film von bemerkenswerter Eigenart, mit großen psychologischen und künstlerischen Qualitäten, tief pessimistisch in seinem Menschenbild.“[4]

- Der Spiegel 18/1960:[5] „Gleich mit seinem ersten Spielfilm entfernt sich Alain Resnais, As der ,Neuen Welle‘ von den Trampelpfaden gebräuchlicher Kinodramaturgie: Weder thematisch noch stilistisch passt der Film in herkömmliche Kategorien. (…) Nicht in äußeren Vorgängen verläuft der Film, sondern in gleichsam meditativen Bildern der Detailbeobachtung und der Erinnerung. Gegenwart und erinnerte Vergangenheit werden durch eine genialische Bildmontage nahtlos verschmolzen. Regisseur Resnais will mit diesem Film, der mit den Romanen à la James Joyce und Marcel Proust verglichen werden kann, nicht die Realität zeigen, wie sie ist, sondern das Bild, das sie dem Bewusstsein der Heldin einprägt: ,Hiroshima mon amour‘ ist gefilmtes Bewusstsein.“

- Die Zeitschrift Cahiers du cinéma druckte in ihrem Heft 97 (Juli 1959) unter dem Titel „Hiroshima, notre amour“ eine Diskussion von sechs ihrer Redakteure.[6]

- Jean-Luc Godard: Man kann von einem Film ohne irgendein cinematographisches Vorbild sprechen und ihn als „Faulkner + Strawinski“ beschreiben, aber nicht als der Filmkünstler plus ein anderer.
- Éric Rohmer: „Ich glaube, in ein paar Jahren, in zehn, zwanzig oder dreißig Jahren werden wir wissen, ob ,Hiroshima mon amour‘ der bedeutendste Film der Nachkriegszeit, das erste moderne Werk des Tonfilms war.“

## Auszeichnungen
Hiroshima, mon amour war 1959 bei den Filmfestspielen von Cannes für die Goldene Palme nominiert.
1960 wurde er als bester fremdsprachiger Film mit einem New York Film Critics Circle Award ausgezeichnet, während Hauptdarstellerin Emmanuelle Riva den französischen Étoile de Cristal als beste Darstellerin erhielt. Im selben Jahr zeichnete die Association Française de la Critique de Cinéma den Film mit dem Prix Méliès aus.
Alain Resnais war 1961 für den Preis der Directors Guild of America nominiert. Bei den British Film Academy Awards 1961 war Hiroshima, mon amour als bester Film und für die beste fremdsprachige Schauspielerin (Emmanuelle Riva) nominiert und gewann den United Nations Award.
Marguerite Duras erhielt 1961 eine Oscar-Nominierung für das beste Originaldrehbuch.